# Diagrama de Onda Estacionaria
Es la representación del módulo del fasor del voltaje a lo largo de toda la línea de transmisión. 
Cuando hay adaptación de impedancias, el DOE es una constante.

## Ecuaciones
{\displaystyle {\tilde {V}}(z)=V^{+}(z)+V^{-}(z)=V^{+}(z)[1+\rho (z)]={\tilde {V}}^{+}(0){\rm {e}}^{-j\beta _{0}z}[1+\rho (0){\rm {e}}^{2j\beta _{0}z}]}
{\displaystyle |{\tilde {V}}(z)|=|V^{+}(0)|[(1+\rho (0){\rm {e}}^{2j\beta _{0}z})(1+\rho ^{*}(0){\rm {e}}^{2j\beta _{0}z})]^{1/2}}
{\displaystyle {\frac {|{\tilde {V}}(z)|}{|{\tilde {V}}^{+}(0)|}}={\sqrt[{}]{1+|\rho (0)|^{2}+|\rho (0)|2cos(2\beta _{0}z+\phi )}}}

## Máximos y mínimos del Diagrama de onda estacionaria (DOE)
El interior del coseno de la fórmula anterior nos da el período del DOE. Sabemos que habrá un máximo cuando esta cantidad sea igual a un número par de veces π. Así mismo, habrá un mínimo cuando sea igual a un número impar de veces π.
Máximos del DOE:
{\displaystyle 2\beta _{0}z+\phi =2k\pi \,}
Mínimos del DOE: 
{\displaystyle 2\beta _{0}z+\phi =(2k+1)\pi \,}

## Coeficiente de onda estacionaria
La razón del valor máximo/mínimo del diagrama de onda estacionaria se denomina coeficiente de onda estacionaria y viene dada por
{\displaystyle S={\frac {{\tilde {V}}(z)_{max}}{{\tilde {V}}(z)_{min}}}={\frac {1+|\rho (0)|}{1-|\rho (0)|}}\,}
cuyo valor está comprendido entre 1 (no existe onda reflejada) e infinito (onda estacionaria pura).
Sólo se calculará en líneas de transmisión sin pérdidas; en líneas de transmisión con pérdidas no tiene sentido definir el parámetro S, pues los máximos y mínimos no son constantes.

## Periodicidad del coseno
{\displaystyle 2\beta _{0}(z+l_{0})=2\beta _{0}z\,}
{\displaystyle 2\beta _{0}l_{0}=2\pi \,}
{\displaystyle \rightarrow l_{0}={\frac {\pi }{\beta _{0}}}={\frac {\pi }{2\pi }}\lambda ={\frac {\lambda }{2}}}

## Cálculo de impedancias
El primer mínimo de campo ocurre en
{\displaystyle 2\beta _{0}z_{min}+\phi =\pi \,}.
Como consecuencia el ángulo de fase {\displaystyle \phi } puede determinarse, supuesta conocida {\displaystyle \beta _{0}} evaluando experimentalmente {\displaystyle z_{min}} (mediante la detección con un dispositivo adecuado, del primer mínimo de campo). 
En caso de que {\displaystyle \beta _{0}} no sea conocida, se calcula mediante la distancia entre dos mínimos consecutivos.
El valor de {\displaystyle |\rho (0)|} se puede hallar de la relación entre el valor máximo y mínimo del campo.
{\displaystyle S={\frac {{\tilde {V}}(z)_{max}}{{\tilde {V}}(z)_{min}}}={\frac {1+|\rho (0)|}{1-|\rho (0)|}}\,}

## Diagrama

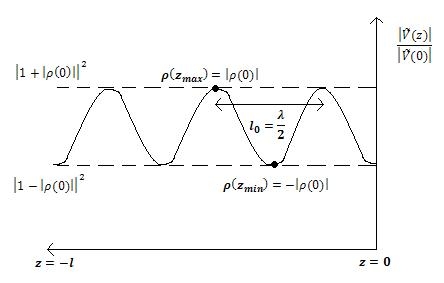
Diagrama de Onda Estacionaria